# Vanguard-klassen
Vanguard-klassen er Royal Navys fire nuværende ubåde med ballistiske missiler udstyret med kernevåben. Hver ubåd er i stand til at medbringe 16 Trident II ballistiske missiler.
Alle ubåde har hjemmehavn på flådestationen HMNB Clyde (HMS Neptune), cirka 40 km vest for Glasgow, Skotland. Siden udfasningen af alle WE.177 fritfalds kernevåben i 1998 og tilbagetrækningen af alle atomvåben fra British Army, Royal Air Force og alle overfladeskibe i Royal Navy, er Vanguard-klassen de eneste atombevæbnede enheder tilbage i de britiske væbnede styrker.

## Baggrund
Den daværende britiske premierminister Margaret Thatcher skrev til Præsident Carter den 10 juli 1980 for at bede om en overførsel af et antal Trident I (C4) missiler på de samme vilkår som da USA i 1962 solgte Polaris missiler til Storbritannien. I 1982 skrev Thatcher til præsident Reagan for at købe det forbedrede II (D5) missilsystem. Anskaffelsen af dette system var forventet af US Navy, som allerede på dette tidspunkt var begyndt at producere missilerne til Royal Navy. Salget faldt på plads i marts 1982. Det blev aftalt at Storbritannien betalte 5 % af udviklingsomkostningerne til missilet.

## Design
Vanguard-klassen blev designet og bygget af Vickers Shipbuilding and Engineering Limited (VSEL) på dets værft i Barrow-in-Furness. Devonshire Dock Hall blev bygget udelukkende til konstruktionen af disse undervandsbåde. Missilafdelingen på bådene er baseret på dem der findes i den amerikanske Ohio-klasse, dog er de britiske fartøjer kun udstyret med 16 missiler i forhold til de amerikanske ubåde der har kapacitet til 24.
Klassen blev designet fra det udgangspunkt at platformen skulle være atomdrevet og skulle medbringe Trident D-5 missilet. Dette betød at ubådenes størrelse måtte forøges betragteligt i forhold til forgængeren (Resolution-klassen), der var udstyret med Polaris missilet. Resultatet blev en af de største ubådsklasser nogensinde bygget, kun overgået af den amerikanske Ohio-klassen, og de russiske Typhoon- og Borei-klasse undervandsbåde.
Foruden missilsiloerne er ubådene udrustet med fire 533 mm torpedorør der er beregnet til den tunge Spearfish torpedo, hvilket gør dem i stand til at engagere overflademål på afstande op til 35 sømil. Klassen er desuden udrustet med to SSE Mark 10 torpedovildledningssystemer samt et UAP Mark 3 ESM-system. En 'H-kerne' reaktor blev installeret under klassens midtlivsopdatering, hvilket gør at ubådenes reaktorer vil holde skibenes resterende levetid uden yderligere modifikationer.
Klassens skibe kan hver medbringe 192 kernesprænghoveder, eller MIRV, og kan affyre disse med minutters varsel. Dog er beredskabsgraden for affyring, efter undersøgelser af det egentlige behov, ændret til dage frem for minutter, desuden blev Storbritanniens antal af sprænghoveder reduceret til omkring 200 og missilerne til 58. Reduktionen af sprænghoveder per missil har desuden gjort det muligt at udvikle og medbringe mindreydende missiler uden strategisk kapacitet. I 2010 reduceredes disse tal yderligere, og fremover vil ubådene ikke stå til søs med flere end 40 sprænghoveder fordelt på maksimalt 8 missiler (ud af en kapacitet på 16), Det totale antal af kernesprænghoveder vil blive reduceret til maksimalt 180, hvoraf de 120 skal være klar til umiddelbar brug.

## Fremdrivning
En ny kernereaktor, Rolls-Royce PWR, blev designet med henblik på Vanguard-klassen. Denne model har cirka dobbelt så lang levetid som tidligere modeller og det er anslået at en ubåd af Vanguard-klassen kan omsejle jorden 40 gange uden at skulle skifte brændselsstave. Reaktoren driver to GEC turbiner forbundet til et enkeltakslet pump jet fremdrivningssystem. Dette system giver ubåden en neddykket fart på maksimalt 25 knob. Strømforsyningen er sikret af et par 6 MW dampturbiner fra WH Allen, (senere NEI Allen, Allen Power & Rolls-Royce), og to 2 MW Paxman dieselgeneratorer som nødstrømforsyning.

## Sensorpakke
Klassen er udstyret med Thales Underwater Systems Type 2054 sonarsystem. Type 2054 systemet er et multifunktionssystem der bygger på de forskellige sonarsystemer: Type 2046, Type 2043 og Type 2082 sonar. Type 2043 er en skrogmonteret aktiv/passiv søgesonar, Type 2082 er en passiv afstandsbestemmelsessonar og Type 2046 er et lavfrekvent TASS. På overfladen benytter ubåden en Type 1007 navigationsradar.
Ubådene er udrustet med to periskoper, et CK51 observationsperiskop og et CH91 angrebsperiskop. Begge periskoper er desuden udstyret med et TV-kamera og elektrooptisk udstyr.

## Ubåde i klassen
| Pennant | Navn       | Kølen lagt        | Søsat              | Indgået           | Navngivet af | Skæbne   | Kaldesignal |
| ------- | ---------- | ----------------- | ------------------ | ----------------- | ------------ | -------- | ----------- |
| S28     | Vanguard   | 3. september 1986 | 4. marts 1992      | 14. august 1993   | -            | Operativ | GACK        |
| S29     | Victorious | 3. december 1987  | 29. september 1993 | 7. januar 1995    | -            | Operativ | GACP        |
| S30     | Vigilant   | 16. februar 1991  | 14. oktober 1995   | 2. november 1996  | -            | Operativ | GCUQ        |
| S31     | Vengeance  | 1. februar 1993   | 19. september 1998 | 27. november 1999 | -            | Operativ | GCUR        |

## Erstatning
Beslutningen om at bygge en erstatning for Trident-missilerne blev taget den 4. december 2006. Den daværende premierminister Tony Blair fortalte parlamentet at det ville være uklogt og farligt for Storbritannien at sige farvel til sine kernevåben. Han fremlagde samtidig en plan om at bruge op til 20 milliarder pund på at bygge en afløser for Vanguard-klassen. Han fortalte dog at antallet af nye missilubåde ville blive skåret ned til tre fartøjer, og at antallet af atomsprænghoveder ville blive reduceret med 20 procent til 160. Blair udtalte desuden at selv om den kolde krig var slut, behøvede Storbritannien stadig sine atomvåben, da igen kunne se sig sikre på at en ny nuklear trussel ikke ville dukke op engang i fremtiden.
I 2006 udgav man en hvidbog der slog fast at muligheden for en reduktion af missilubådsflåden fra fire til tre fartøjer som en del af et spareprogram og samtidig demonstrere en vilje til global nuklear nedrustning stadig var under overvejelse. Den 23. september 2009, bekræftede premierminister Gordon Brown at den omtalte reduktion af ubådene ikke var taget af bordet.